# ロベール・ドローネー

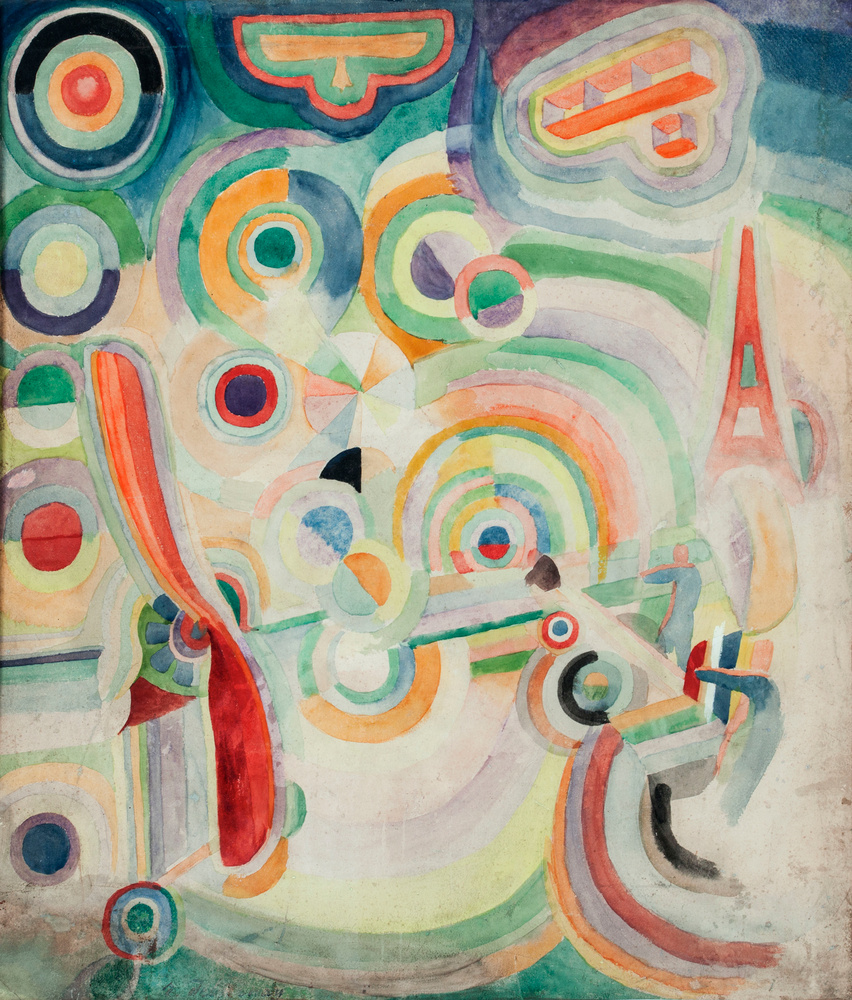
ドローネー作「ブレリオに捧ぐ」と題された作品の一枚

ロベール・ドローネー（Robert Delaunay, 1885年4月12日－1941年10月25日）は、20世紀前半に活動したフランスの画家。ドローネとも表記される。抽象絵画の先駆者の一人として知られる。妻のソニア・ドローネーも画家であった。

## 生涯
ドローネーはワシリー・カンディンスキー（ロシア出身）、ピエト・モンドリアン（オランダ出身）とともに抽象絵画の先駆者の一人であり、フランス人の画家としてはもっとも早い時期に完全な抽象絵画を描いた人物の一人である。

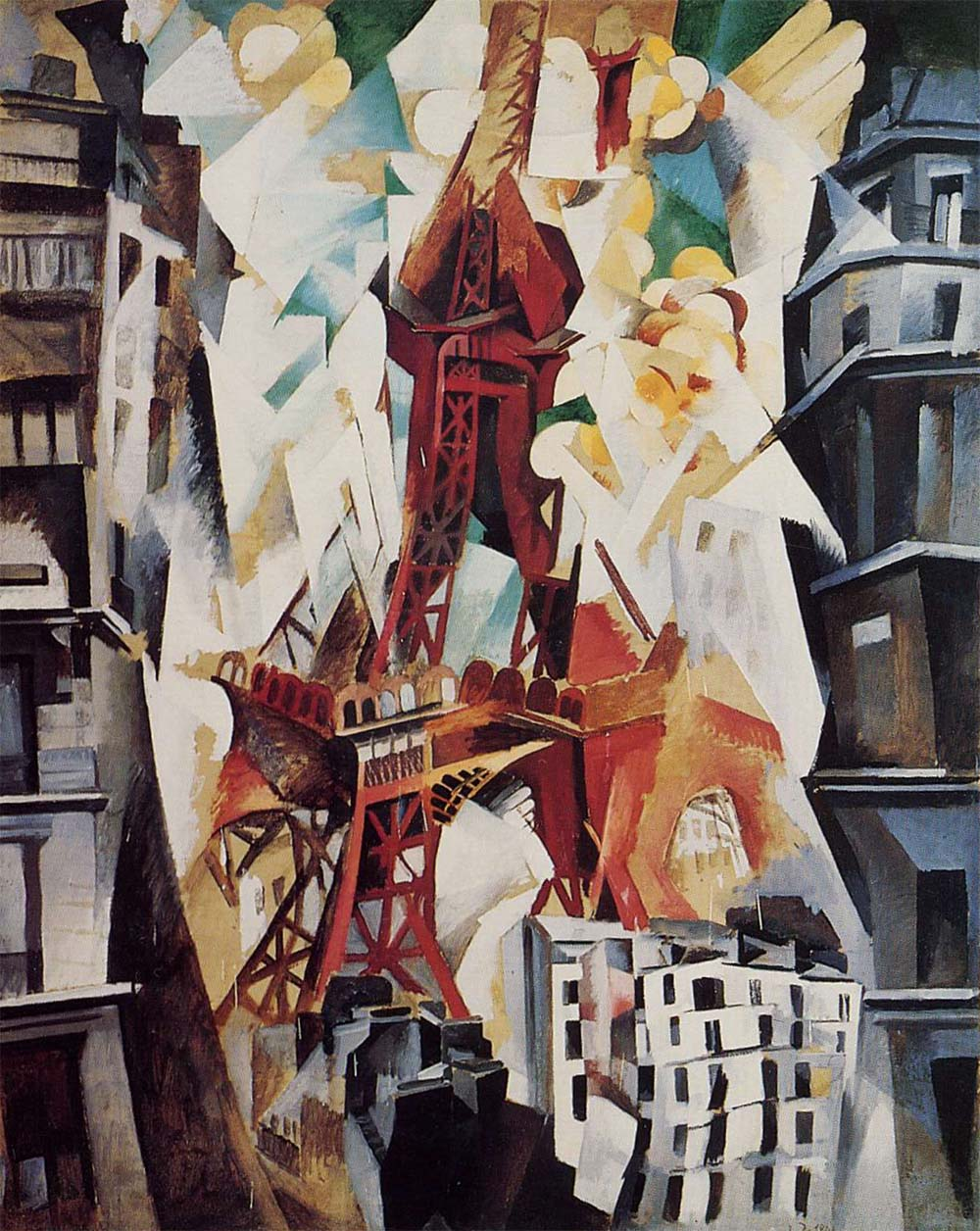
エッフェル塔（1911年）

ドローネーは1885年、パリに生まれた。1903年頃から画家になることを決意し、正規の絵画教育は受けていなかったが、ゴーギャン、スーラ、セザンヌなどを研究し、制作を始めた。また、フランスの化学者で色彩理論家のミシェル＝ウジェーヌ・シュヴルールの色彩の同時対照に関する理論を読んで影響を受け、初期にはスーラらの新印象派の影響を受けていた。1909年頃からキュビスムの運動に加わり、「エッフェル塔」「サン・セヴラン寺院」などの連作の制作を始める。1910年にはウクライナ出身の女流画家ソニア・テルクと結婚。また、この頃からジャック・ヴィヨン、フランシス・ピカビアらの「ピュトー・グループ」の画家とも交流をもっている。ピカソ、ブラックらのキュビスムの画家たちの画面がほとんどモノクロームに近かったのに対し、ドローネーの画面では色彩が主要な役割を果たしていた。また、エッフェル塔、飛行機のような近代的モチーフを好んで描いた。英仏海峡を初めて飛行機で横断したブレリオへの献辞が書き込まれた作品「ブレリオに捧ぐ」（1914年）はその例である。
ロシア出身の画家・美術理論家で抽象絵画の先駆者であったカンディンスキーもドローネーに強い影響を与えた画家の一人であった。カンディンスキー、マルクらを中心とする画家グループ「青騎士」がミュンヘンで開催した第1回「青騎士展」（1911年）にはドローネーも出品していた。カンディンスキーはその返礼として、自分の著書『芸術における精神的なものについて』をドローネーに贈ったのである。
ドローネーは1912年頃には早くもキュビスムを脱し、「窓」の連作などの純粋抽象に近い作品を制作している。前衛芸術の擁護者であったギヨーム・アポリネールは、1913年に行った講演の中で、ドローネーに代表される絵画様式を「オルフィスム」と呼び、ピカソらの「キュビスム」と区別している。「オルフィスム」はギリシャ神話の音楽家オルフェウスに因んでアポリネールが造語したもので、ドローネーらの作品を、他のいかなるものからも影響を受けていない独自の芸術、音楽と同様の純粋芸術と位置づけたものである。
ドローネーは妻のソニアとともに第一次世界大戦中の数年間をスペイン、ポルトガルで過ごし、1921年パリに戻った。1920年代にはアンドレ・ブルトン、トリスタン・ツァラなどシュルレアリスムやダダイスムとも交流をもつ。画風は1920年代には「エッフェル塔」のシリーズを再開するなど具象に近付いたが、1930年頃から再び抽象に転じ、さまざまな色彩の同心円を組み合わせた「リズム」の連作などを制作した。1937年、パリ万国博覧会の航空館と鉄道館のフレスコ画「リズムNo1－No3」を制作。1941年、モンペリエで癌のため没した。遺体は1952年にイヴリーヌ県ガンベーに再埋葬されている。1979年に亡くなったソニア夫人も共に埋葬された。

## 代表作
- カーディフ・チーム（1912－1913年）パリ市立近代美術館
- ブレリオに捧ぐ（1914年）バーゼル美術館

## ギャラリー

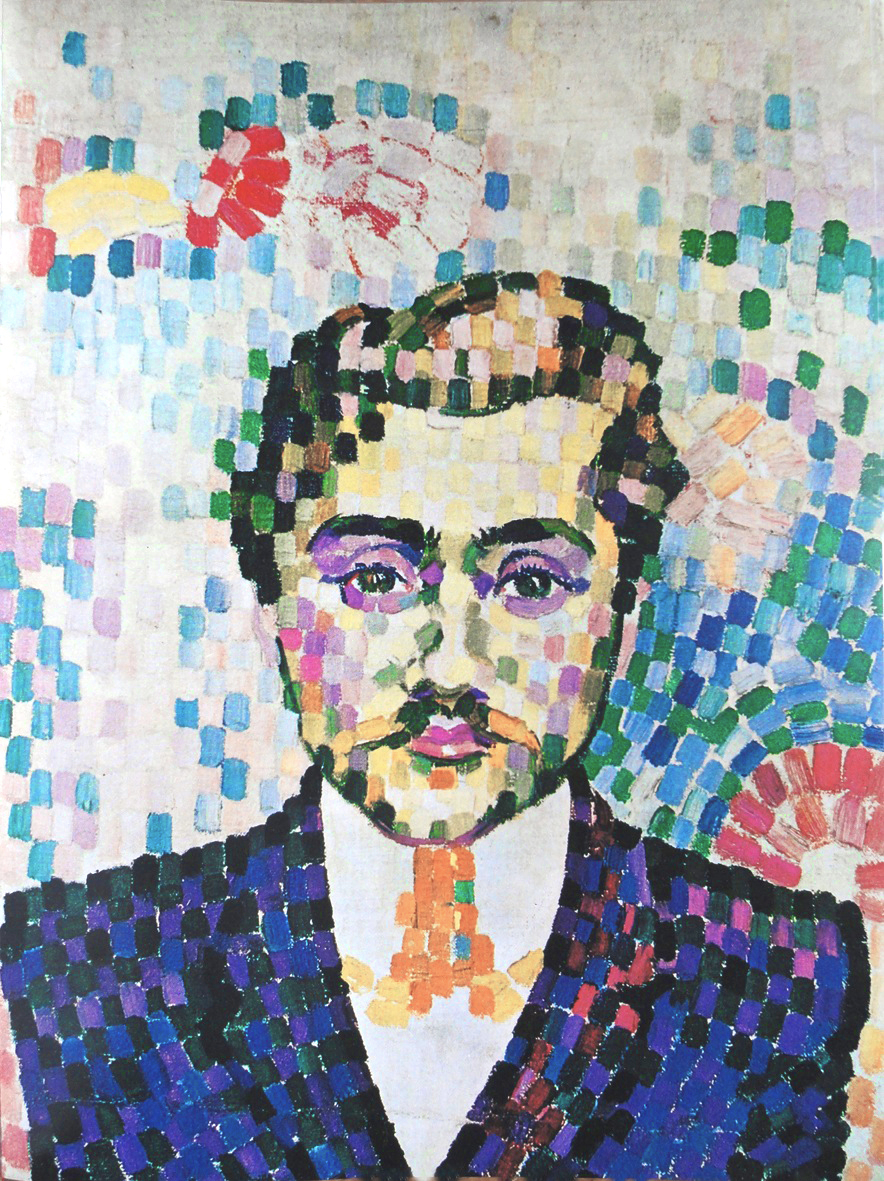
「ジャン・メッツァンジェの肖像」, 1906, oil on canvas, 55 x 43 cm
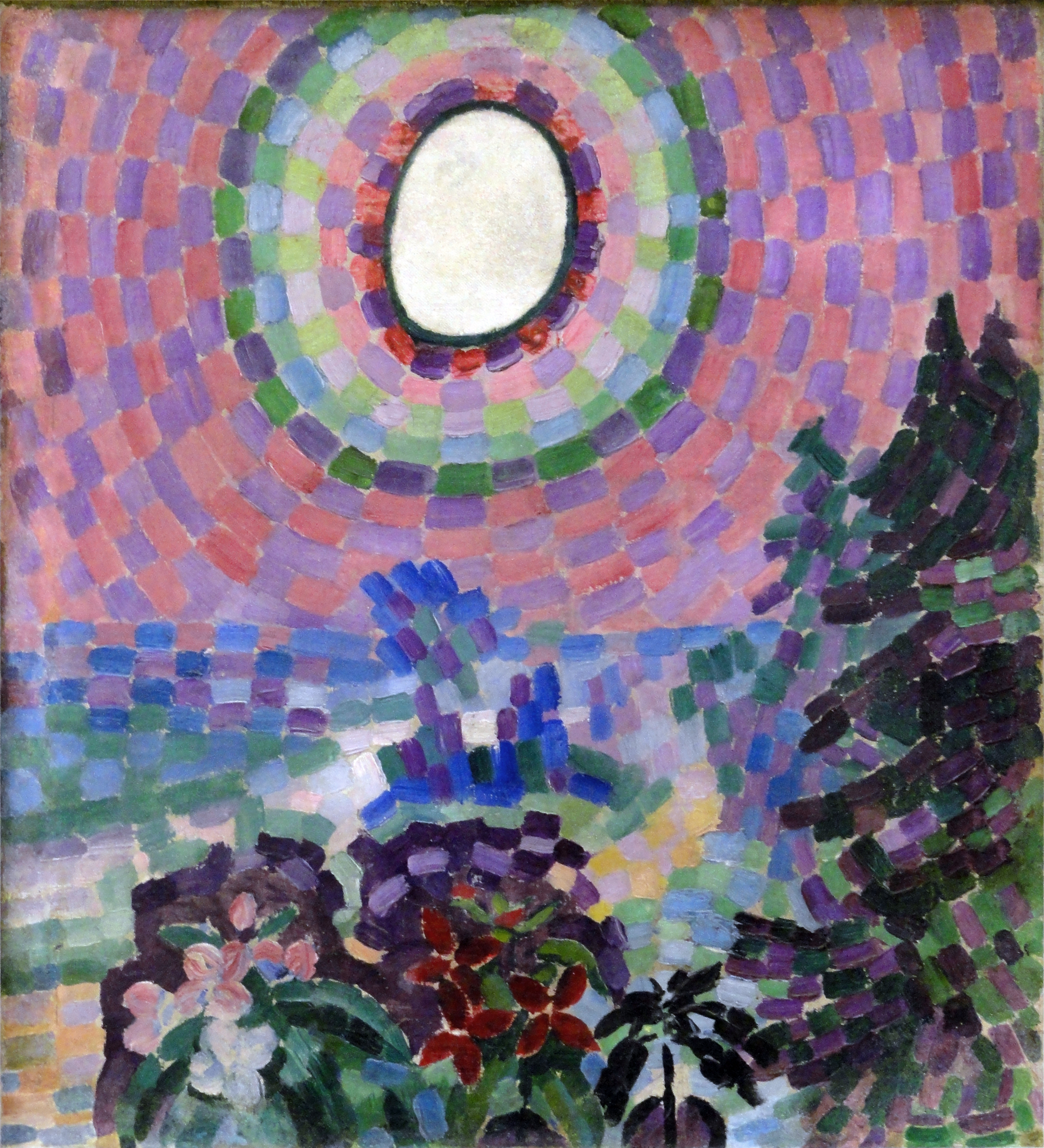
Paysage au disque, 1906–07, oil on canvas, 55 x 46 cm,  フランス国立近代美術館, パリ ポンピドゥー・センター
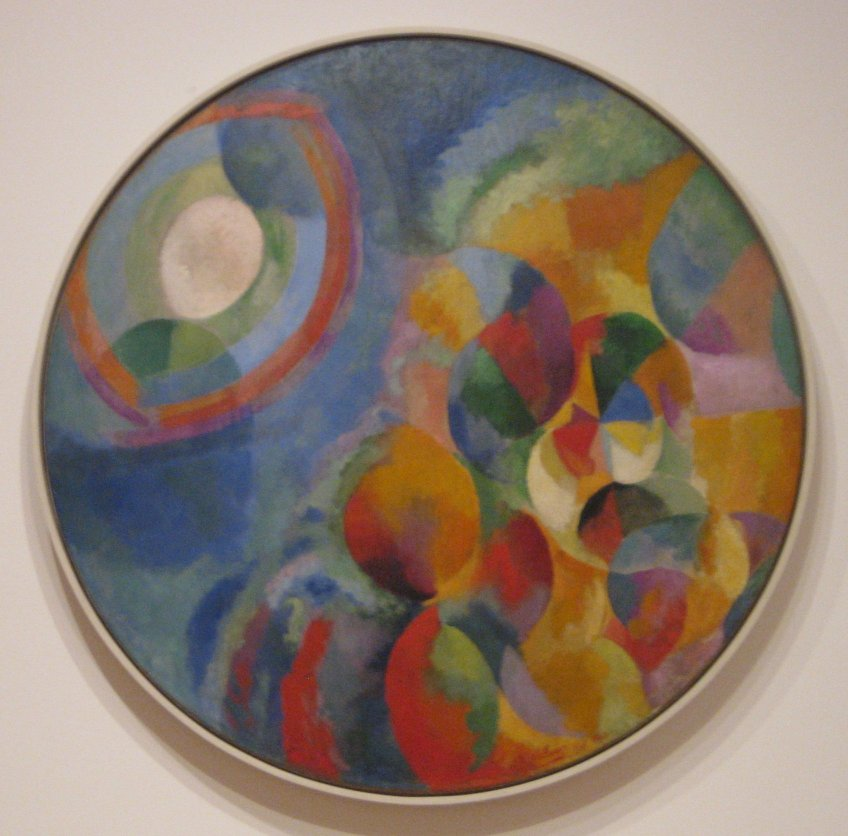
Simultaneous Contrasts: Sun and Moon, 1912–13, oil on canvas, ニューヨーク近代美術館
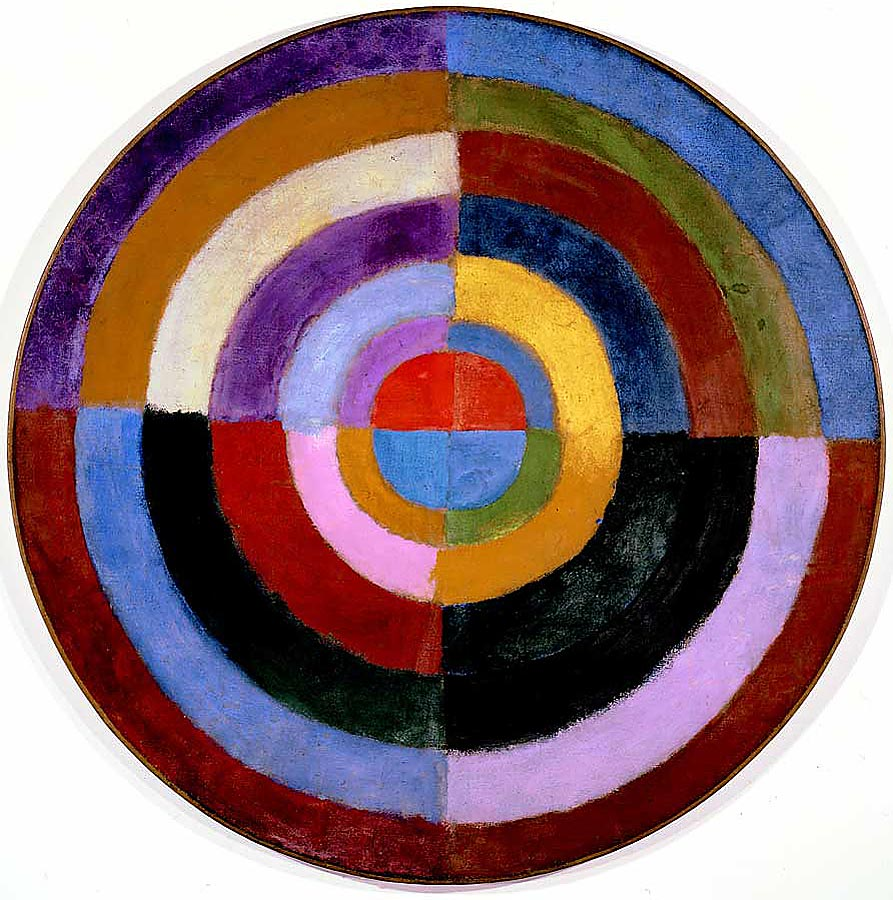
Le Premier Disque, 1912-1913, oil on canvas, 134 x 52.7 inches, 個人所蔵
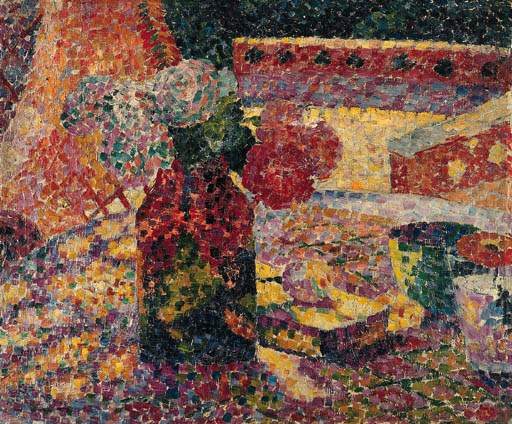
c.1907, 「花瓶のある静物画」, oil on canvas, 46.4 x 55 cm
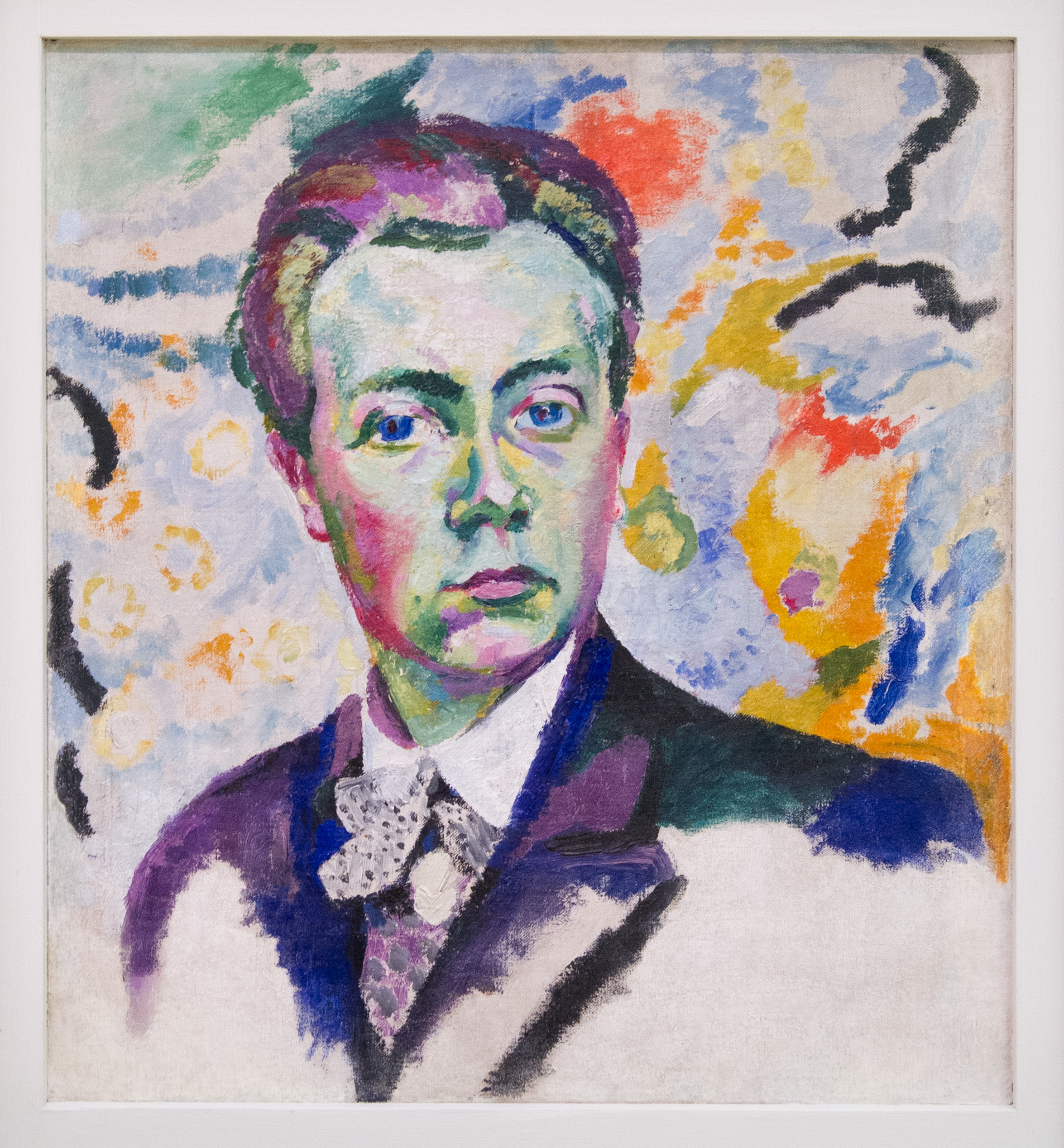
「自画像」(1905–06), oil on canvas, 54 x 46 cm, フランス国立近代美術館, パリ
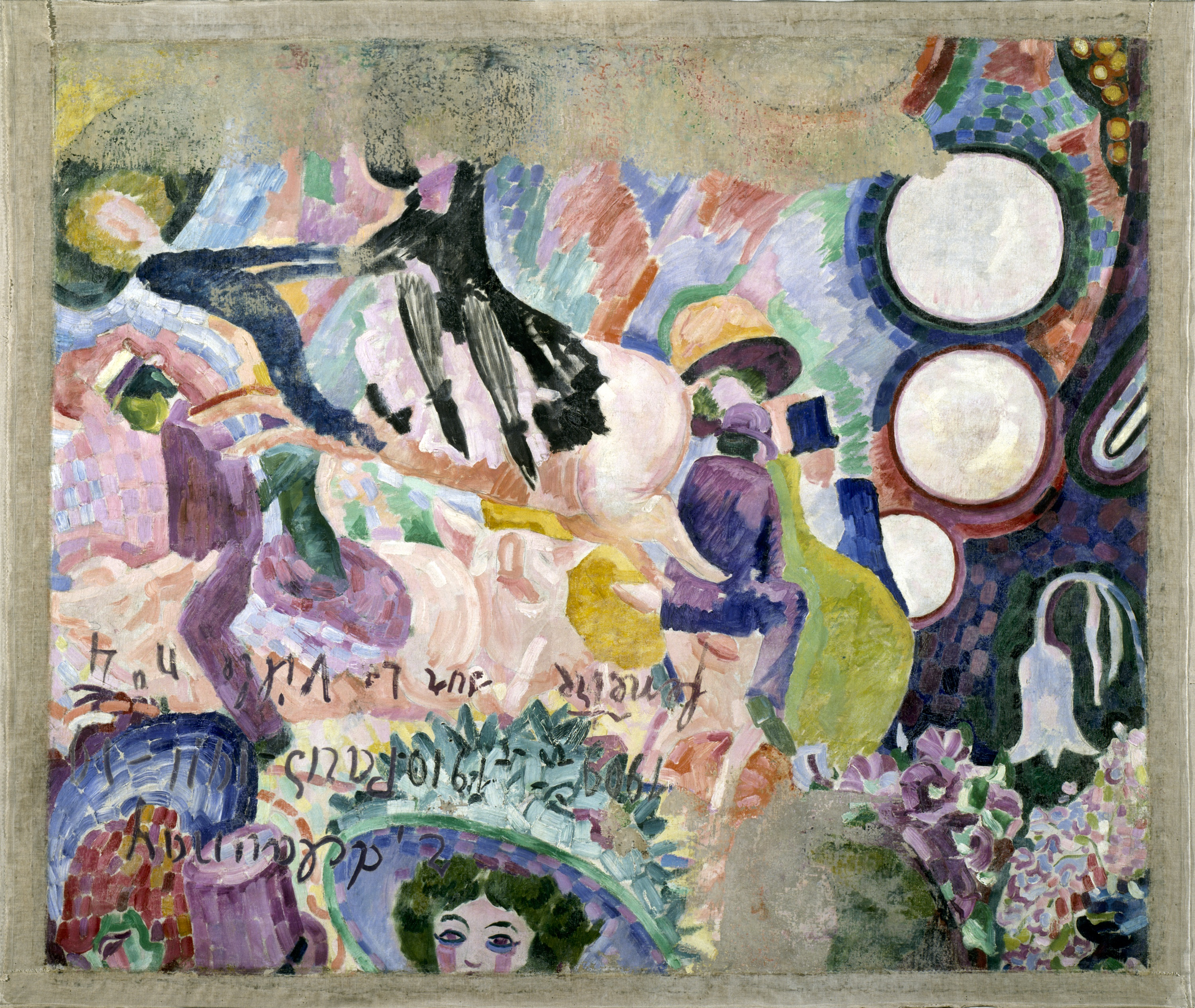
1906, Carousel of Pigs (Manege de cochons), oil on canvas, 113.7 × 130.8 cm, ソロモン・R・グッゲンハイム美術館
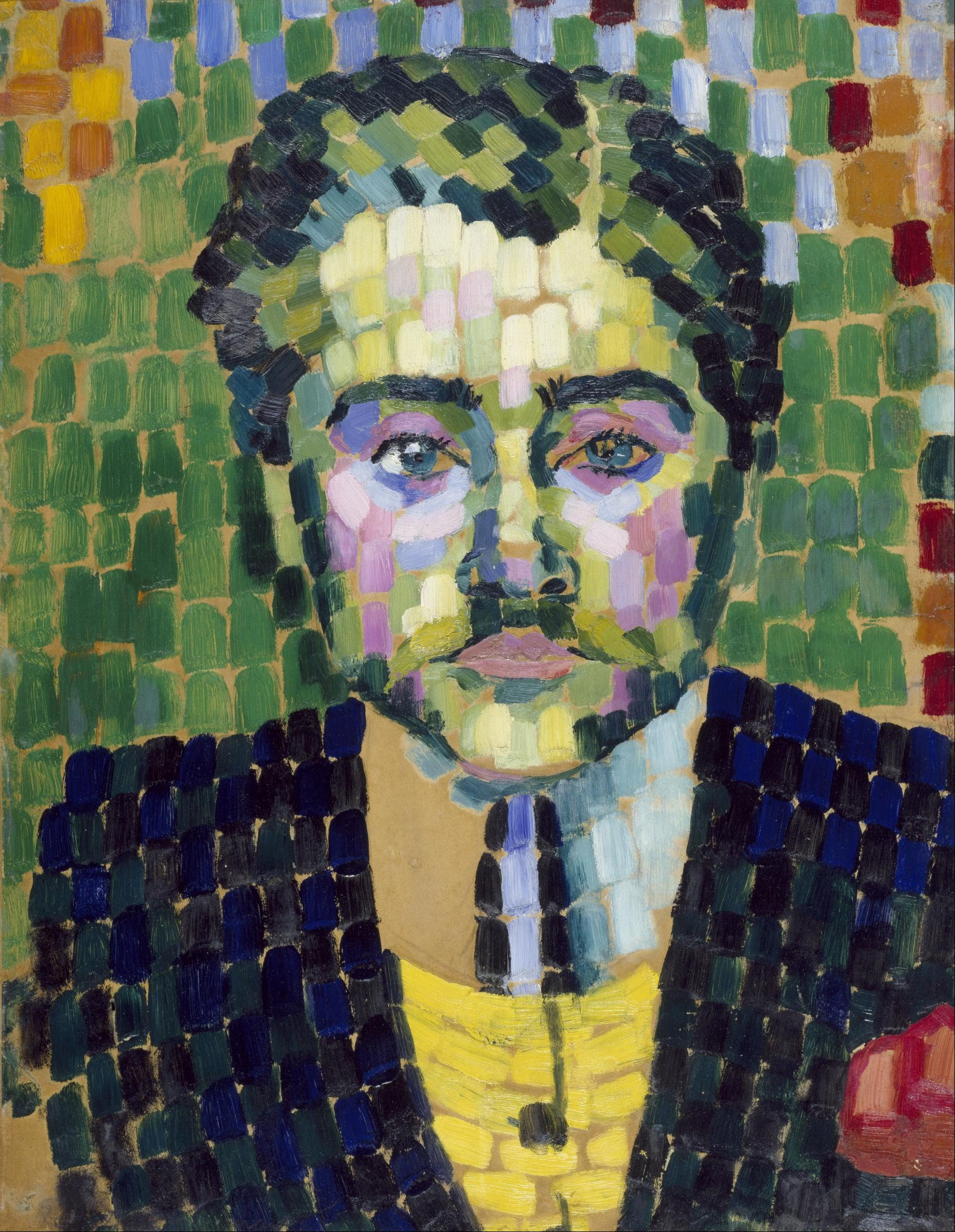
1906, ジャン・メッツァンジェ, oil on paper, 54.9 x 43.2 cm, ヒューストン美術館
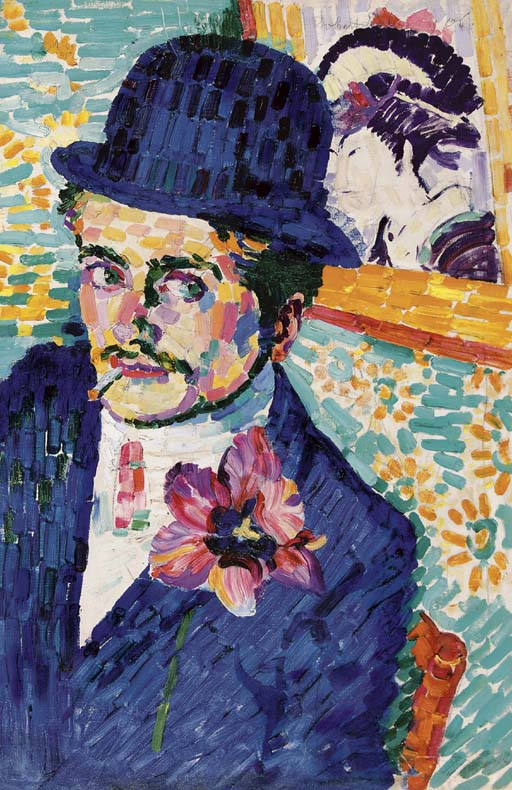
1906, L'homme à la tulipe (Portrait de M. Jean Metzinger), oil on canvas, 72.4 x 48.5 cm. Exhibited in Paris at the 1906 Salon d'Autome (no. 420) along with a portrait of Delaunay by Metzinger
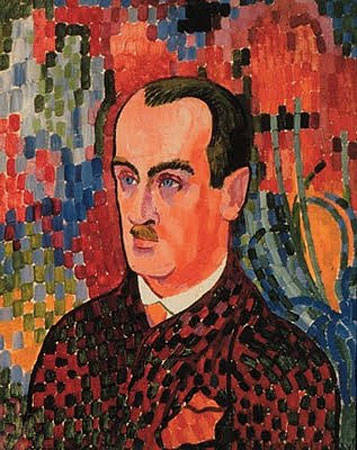
1907, Portrait of Wilhelm Uhde. Robert Delaunay and Sonia Terk met through the German collector/dealer Wilhelm Uhde, with whom Sonia had been married as she said for "convenience"
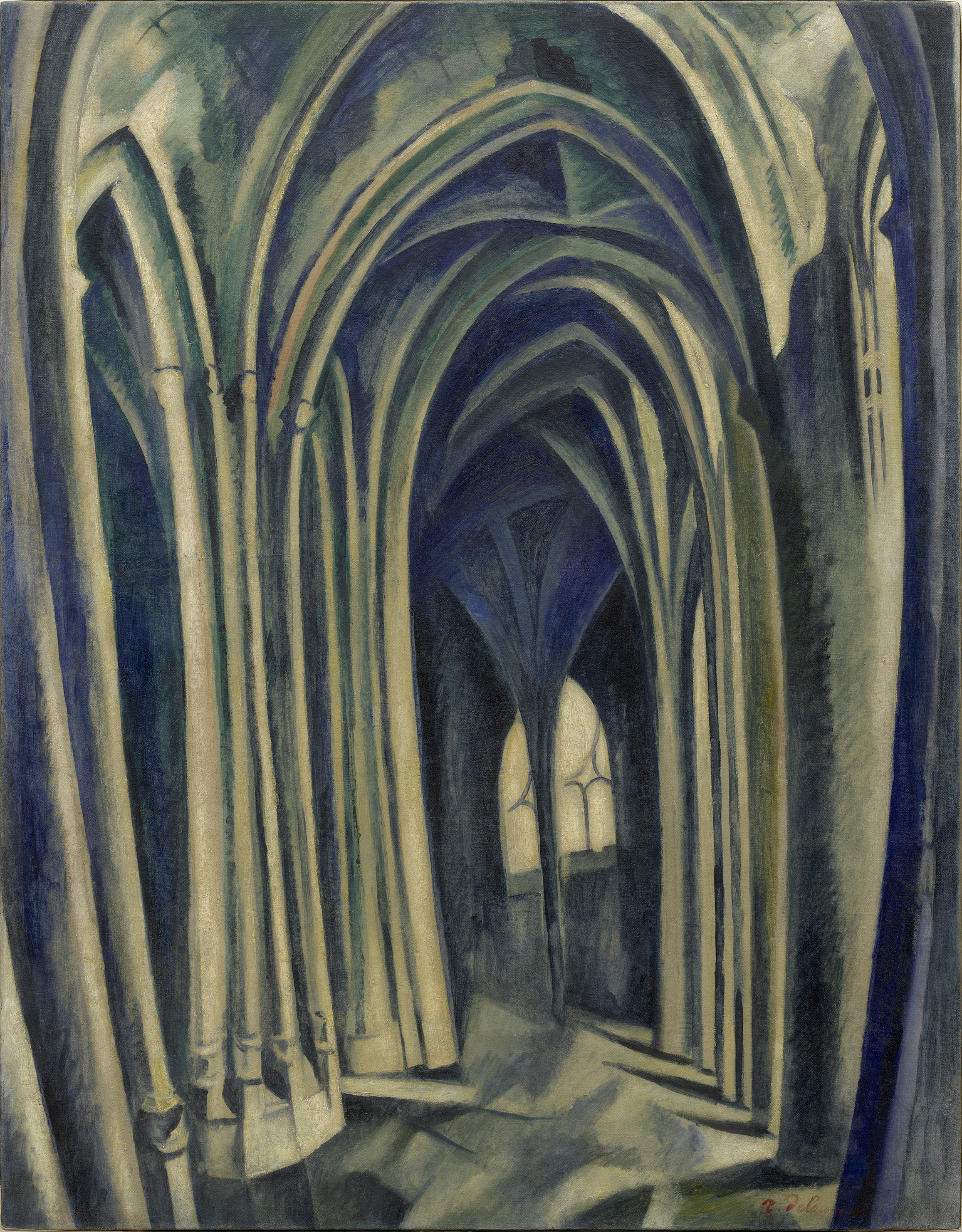
1909-10, Saint-Séverin No. 3, oil on canvas, 114.1 × 88.6 cm, ソロモン・R・グッゲンハイム美術館
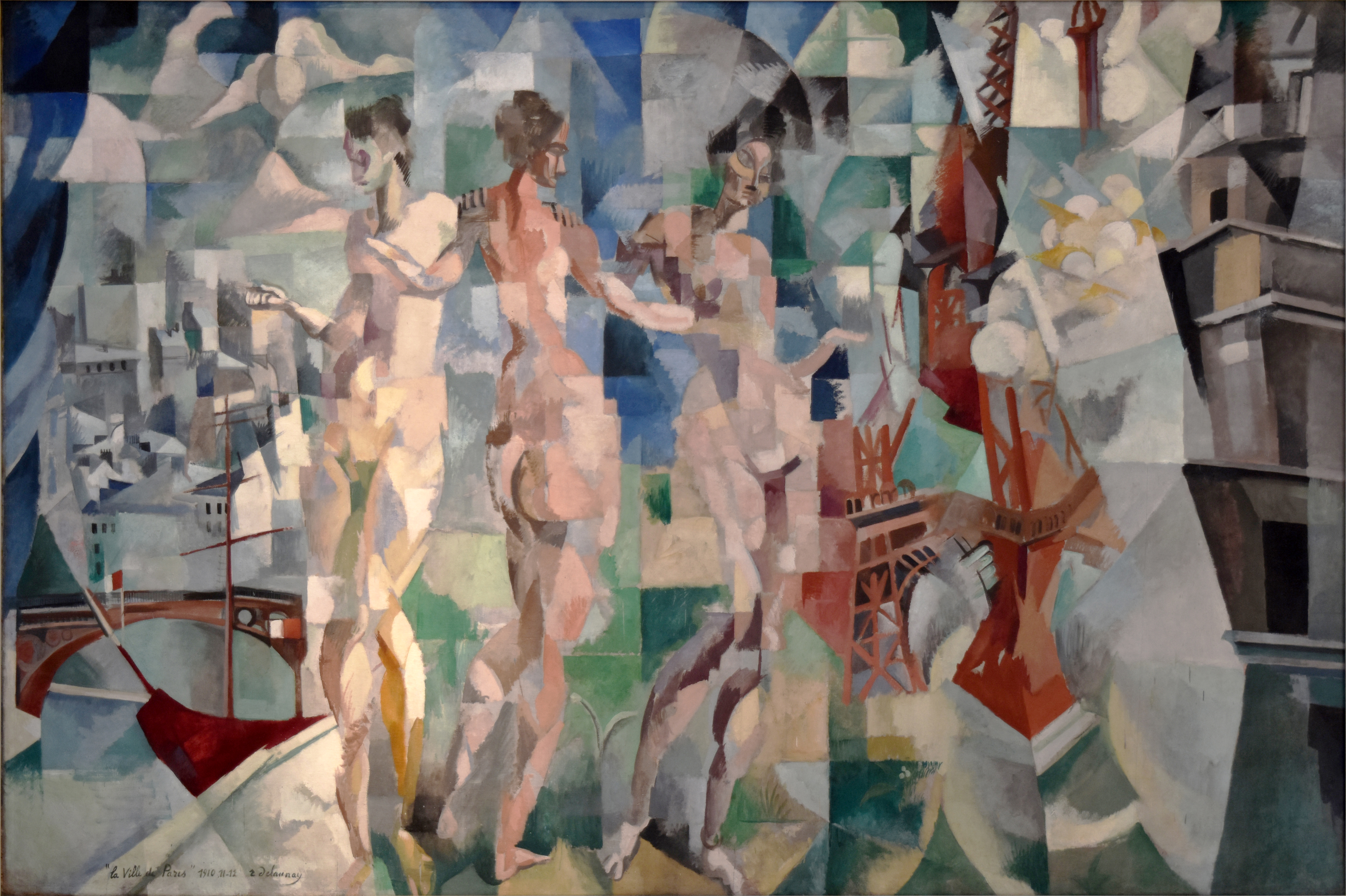
1910–12, La Ville de Paris, oil on canvas, 267 × 406 cm, パリ市立近代美術館
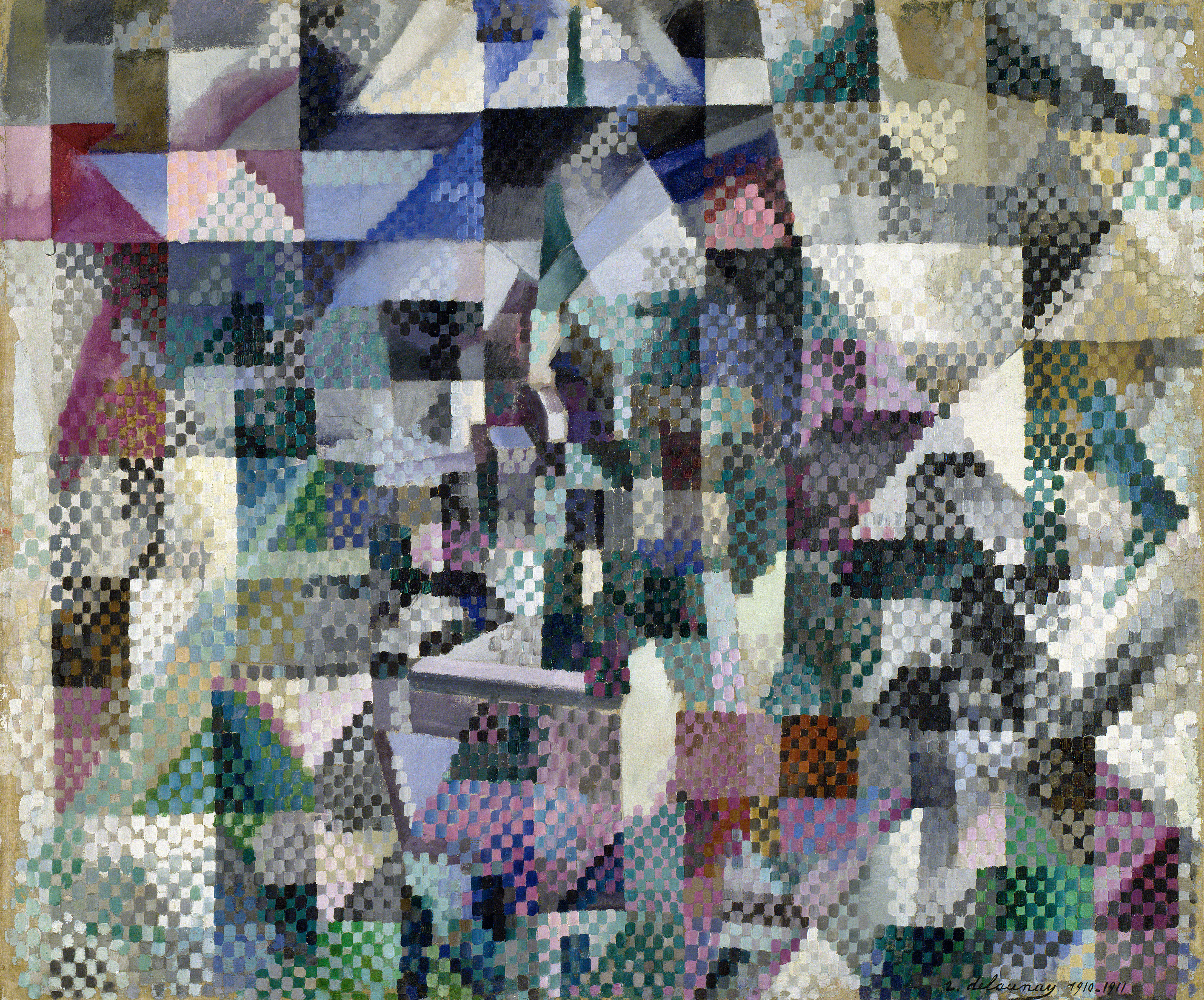
1911-12, Window on the City No. 3, oil on canvas, 113.7 × 130.8 cm, ソロモン・R・グッゲンハイム美術館
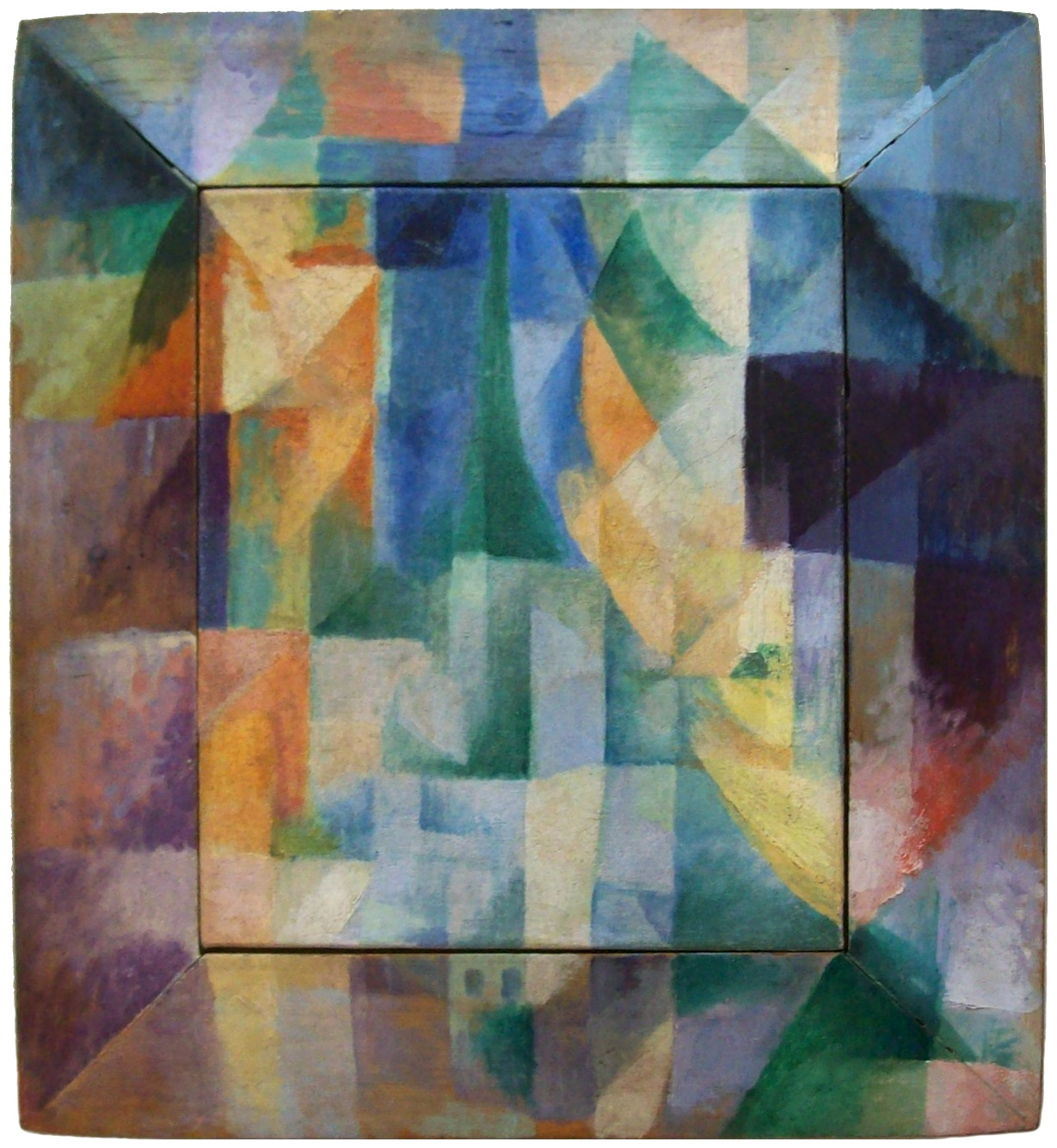
1912, Simultaneous Windows on the City, 40 x 46 cm, ハンブルク美術館
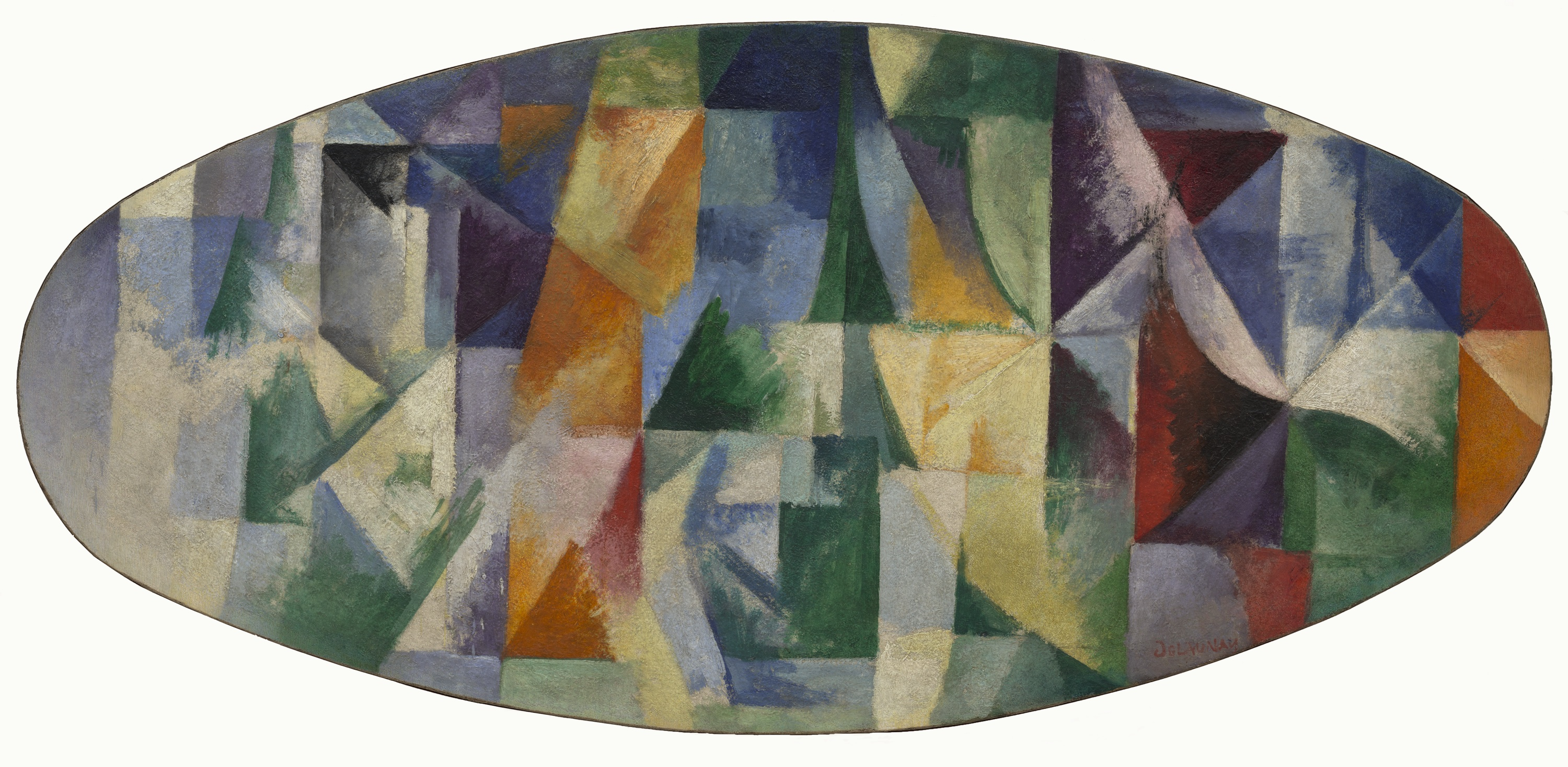
1912, Windows Open Simultaneously 1st Part, 3rd Motif, oil on canvas, 57 × 123 cm, ソロモン・R・グッゲンハイム美術館
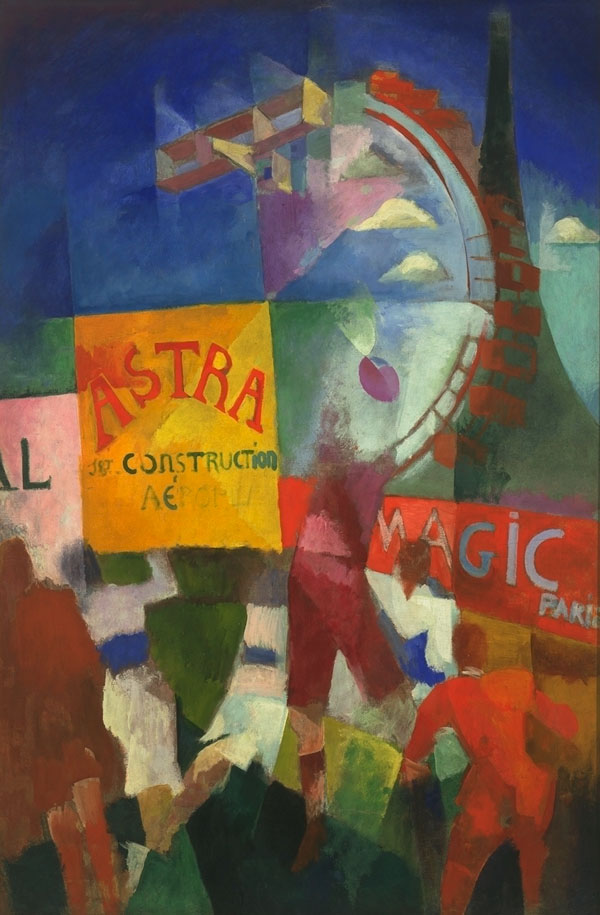
1913,  「カーディフ・チーム」, oil on canvas, 195 x 130 cm, ヴァンアッベ市立美術館, オランダアイントホーフェン
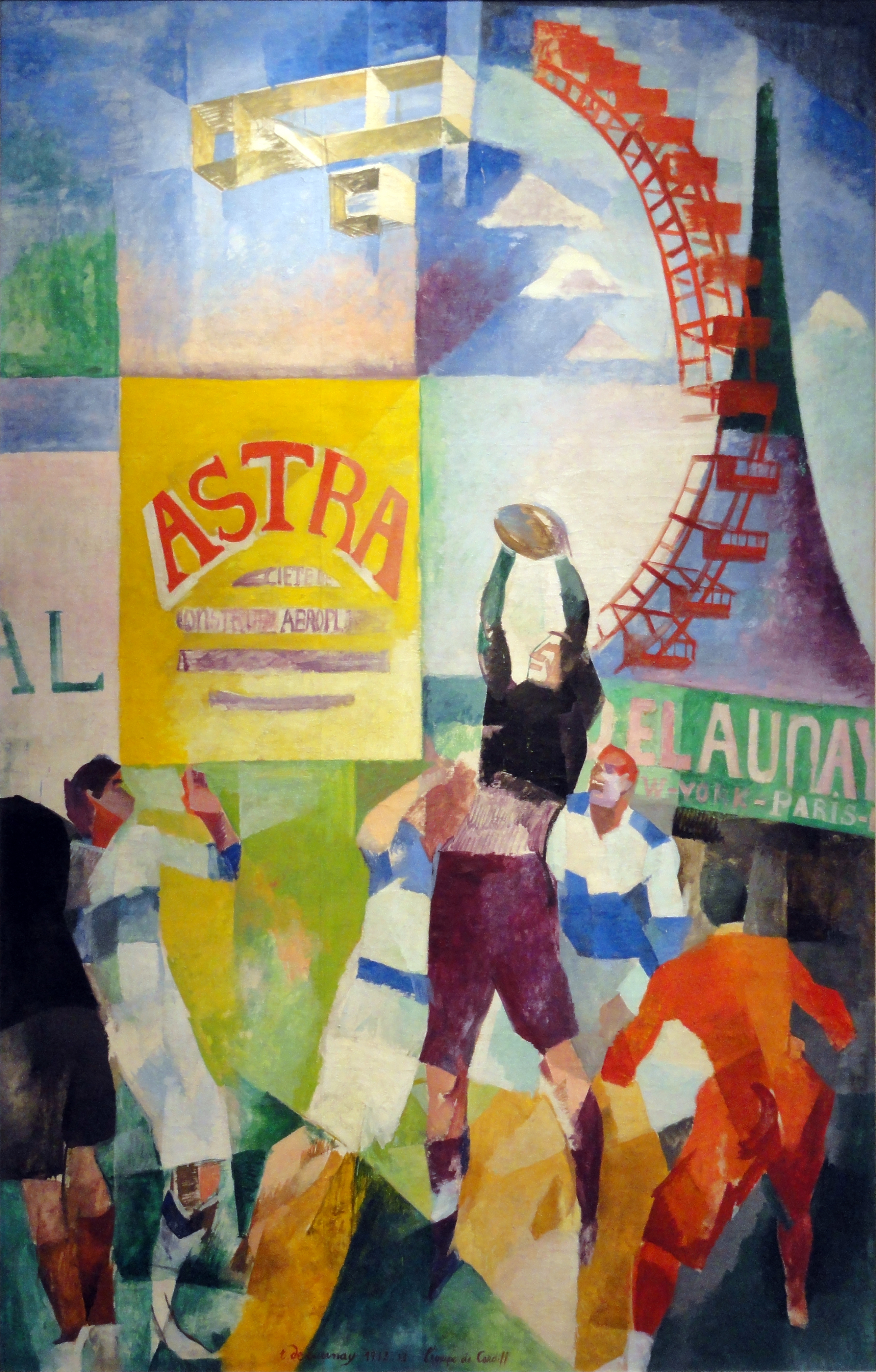
1913, 「カーディフ・チーム」, oil on canvas, 326 × 208 cm, パリ市立近代美術館
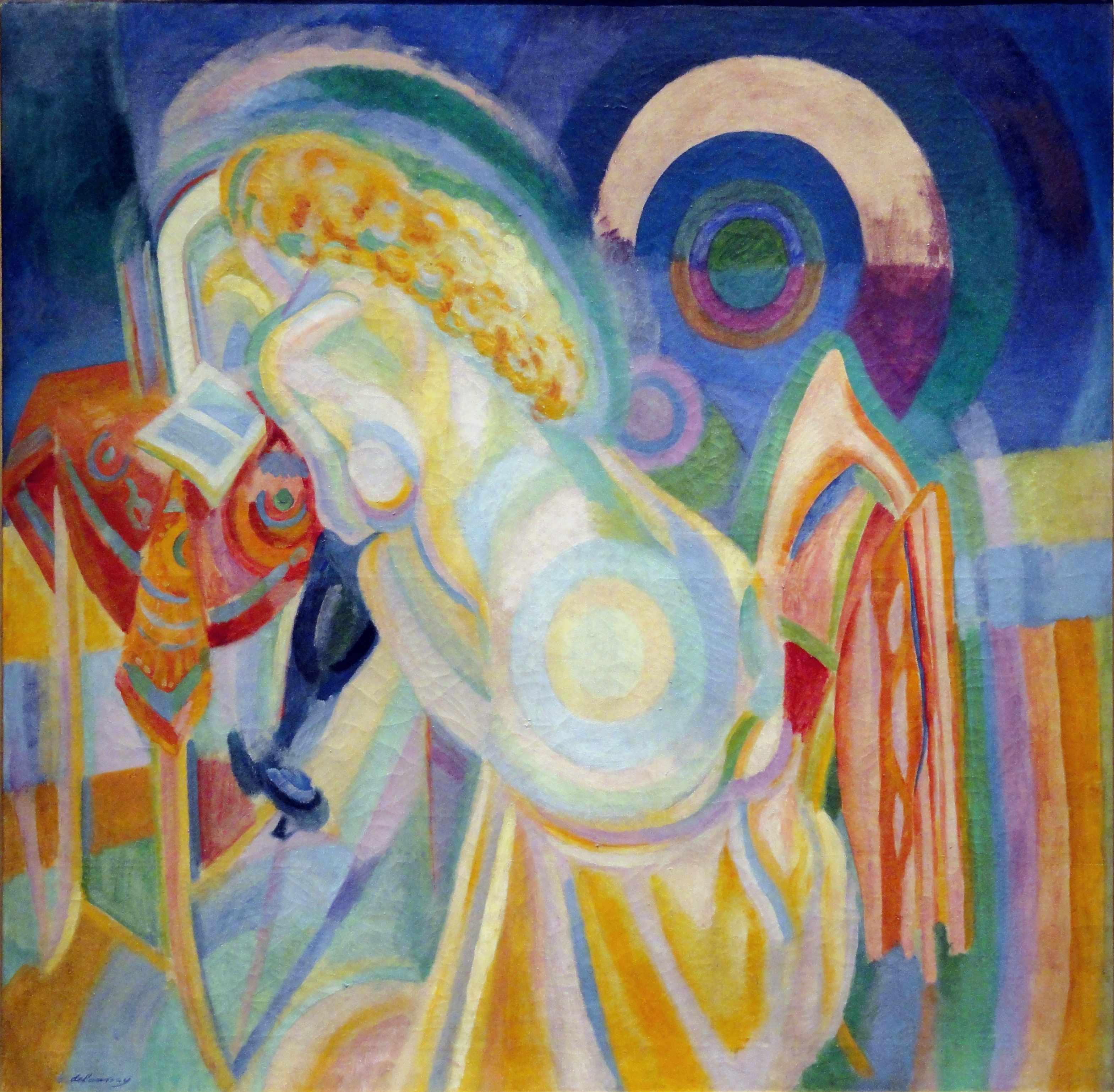
1915, Nu à la toilette (Nu à la coiffeuse), oil on canvas, 140 × 142 cm, パリ市立近代美術館
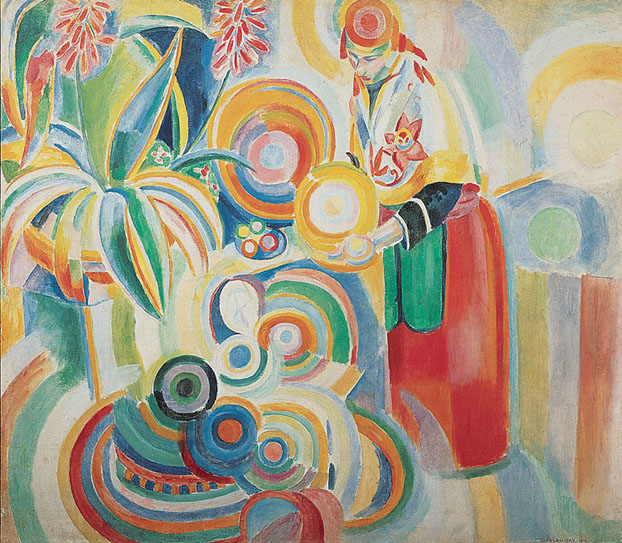
1916,「ポルトガルの女性」, oil on canvas, 135.9 × 161 cm, コロンバス美術館
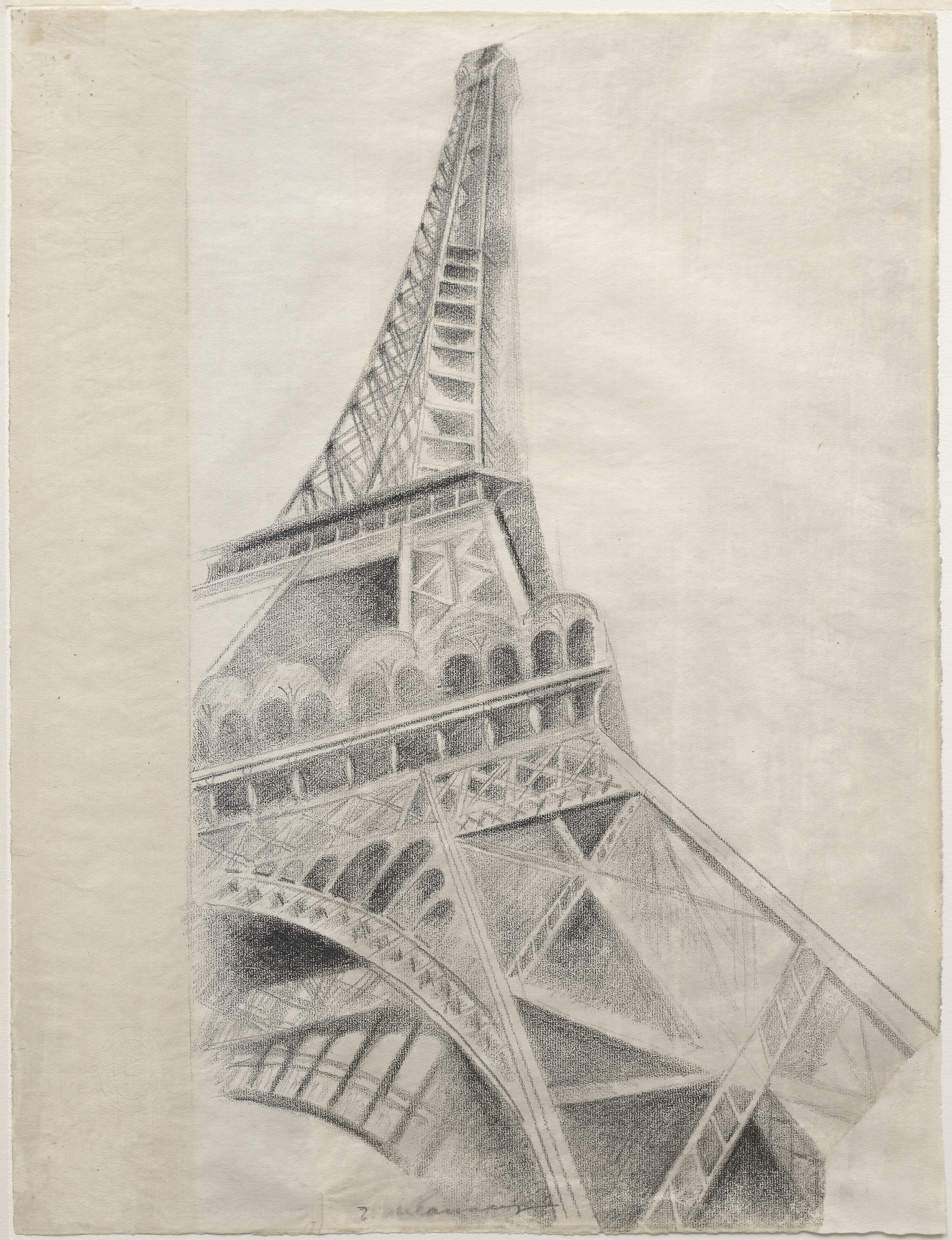
1926-28, 「エッフェル塔」, Conté crayon on paper, 62.3 × 47.5 cm, ソロモン・R・グッゲンハイム美術館, New York, The Hilla Rebay Collection
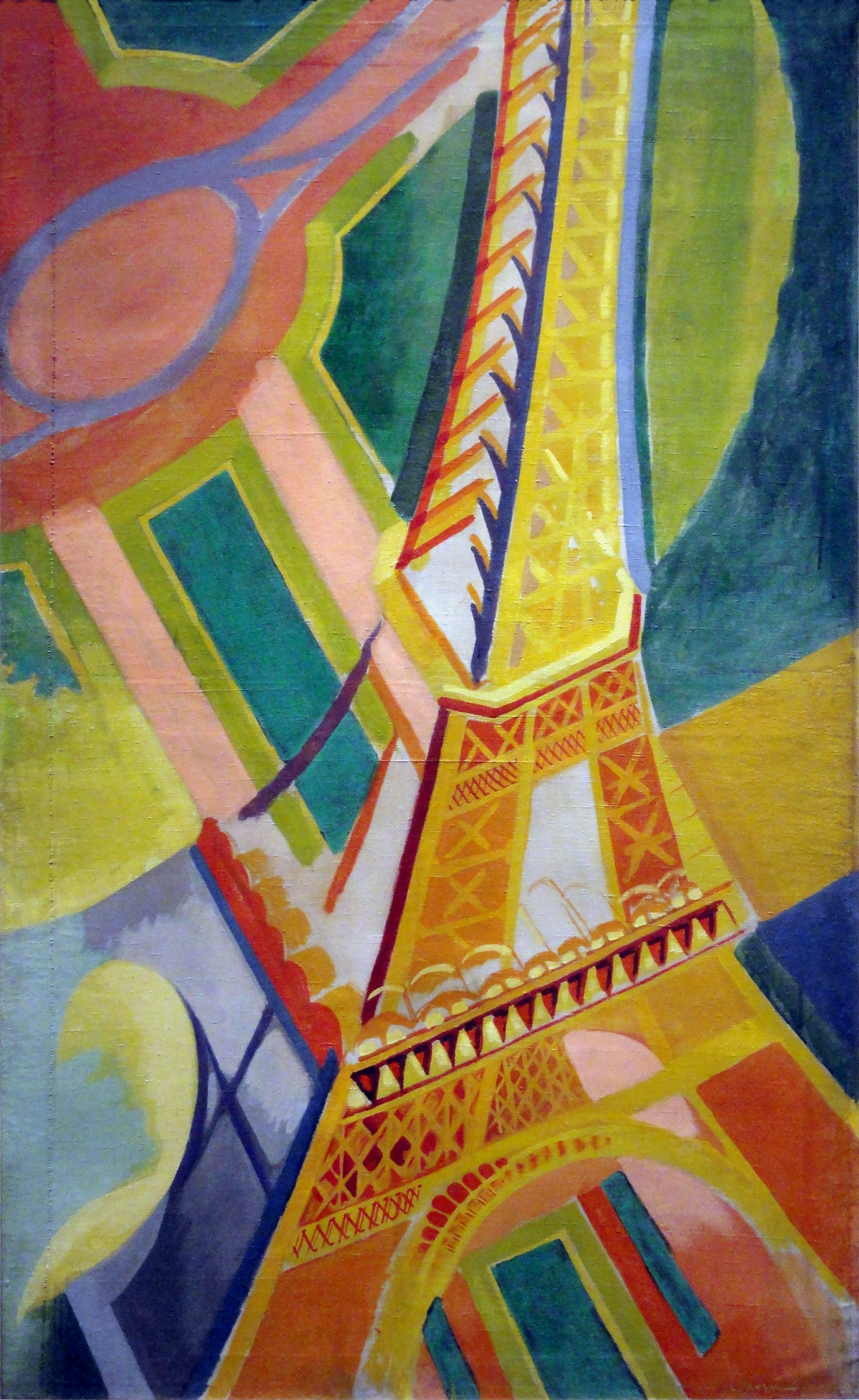
1926, 「エッフェル塔」, oil on canvas, 169 × 86 cm, パリ市立近代美術館
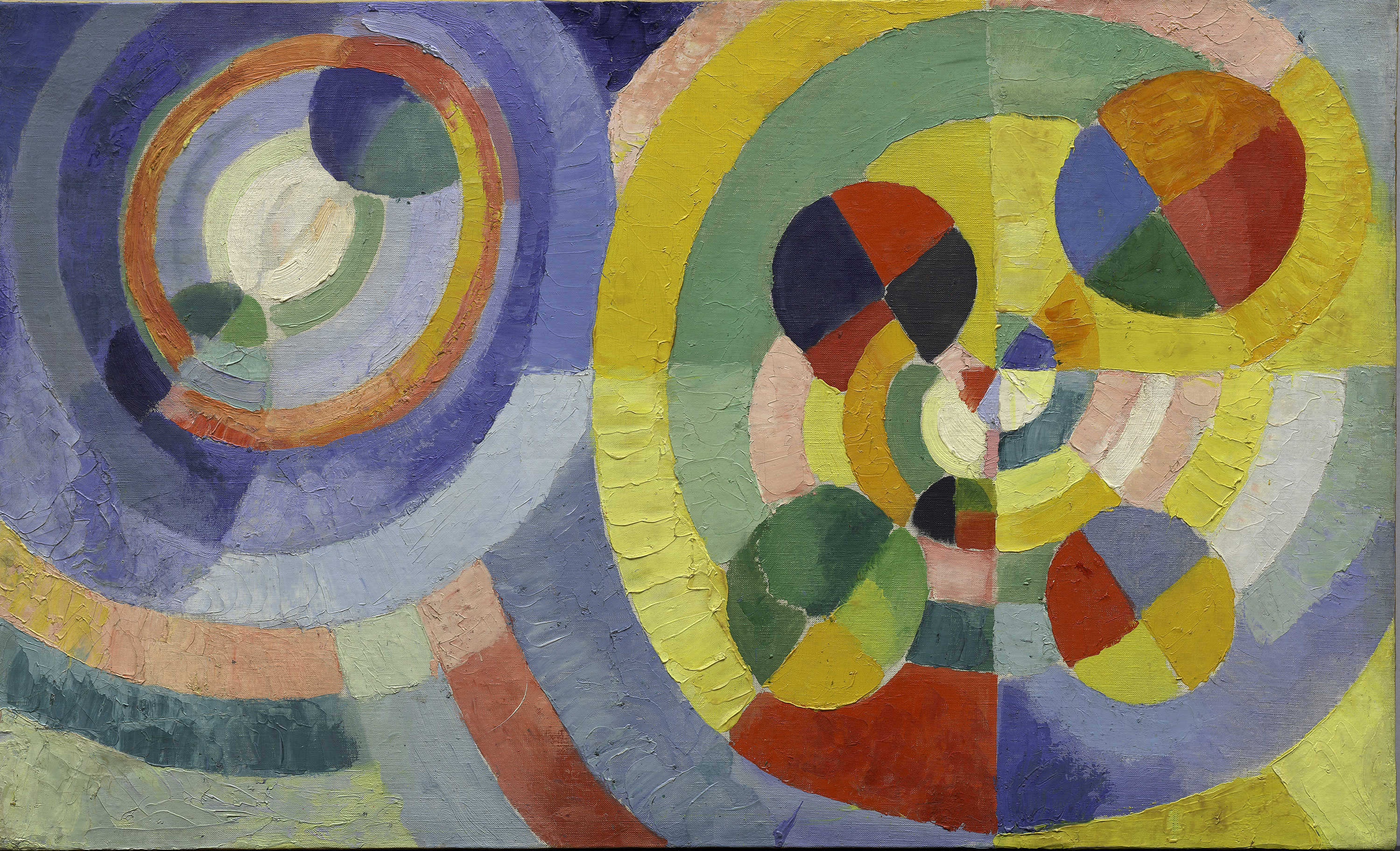
1930, Circular Forms, oil on canvas, 67.3 × 109.8 cm, ソロモン・R・グッゲンハイム美術館, New York, Gift by Andrew Powie Fuller and Geraldine Spreckels Fuller Collection, 1999
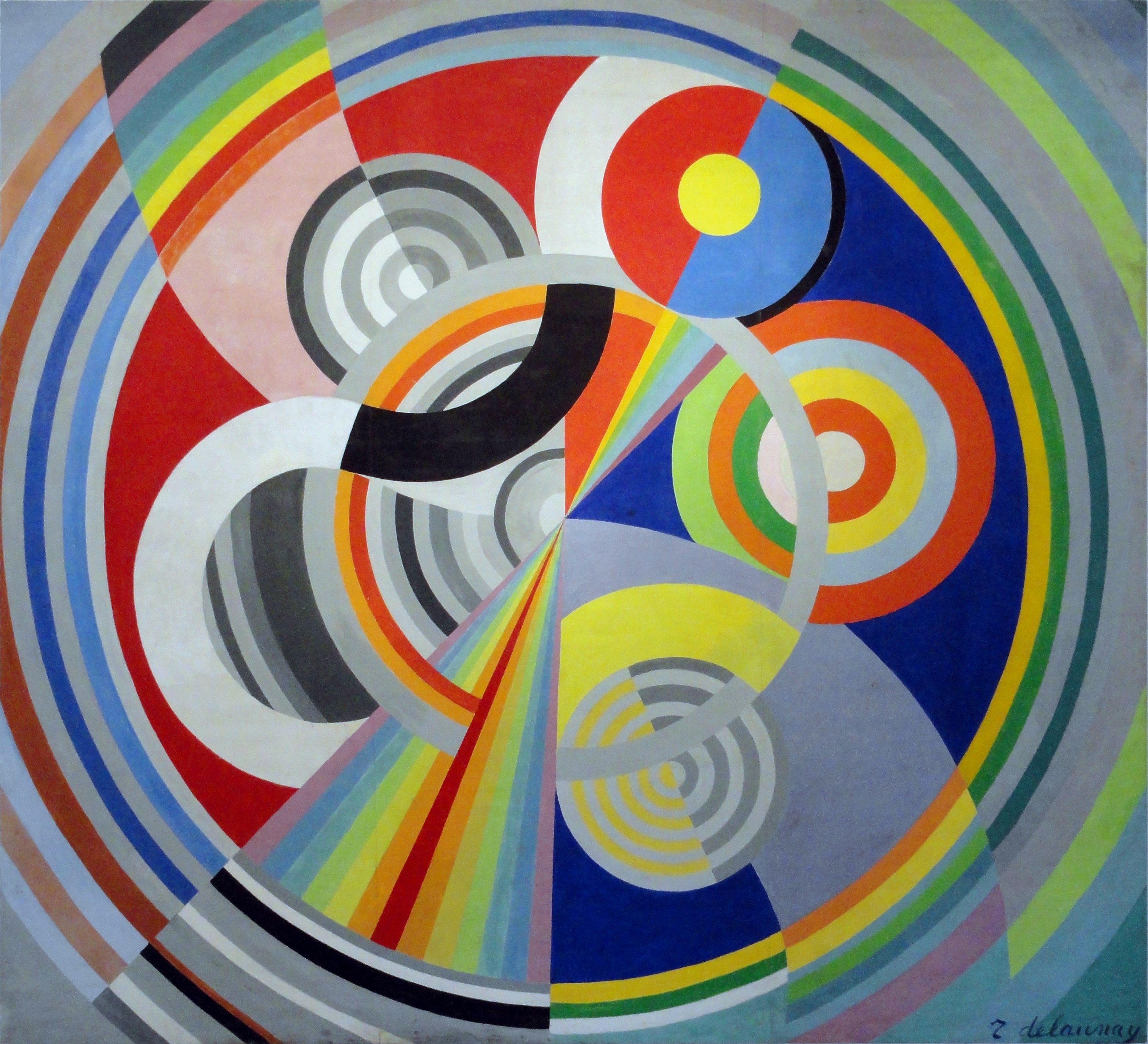
1938, Rythme n°1, Decoration for the Salon des Tuileries, oil on canvas, パリ市立近代美術館